# Blendi Idrizi
Blendi Idrizi (ur. 2 maja 1998 w Bonn) – kosowski piłkarz niemieckiego pochodzenia występujący na pozycji pomocnika w niemieckim klubie Schalke 04 oraz w reprezentacji Kosowa. Wychowanek 1. FC Köln, w trakcie swojej kariery grał także w takich zespołach jak Blau-Weiß Friesdorf, Alemannia Aachen oraz Fortuna Köln.